# Dura alba
Dura alba är en fjärilsart som beskrevs av Moore 1879. Dura alba ingår i släktet Dura och familjen tofsspinnare. Inga underarter finns listade i Catalogue of Life.